# Знаменское (Правдинский район)
Знаменское — посёлок в Правдинском районе Калининградской области. Входит в состав Домновского сельского поселения.

## Население
| 2002 | 2010 |
| ---- | ---- |
| 113  | ↘110 |

## История
В 1910 году в Пройсиш Вильтене проживало 148 человек, в 1933 году — 313 человек, в 1939 году — 411 человек.
В 1947 году Пройсиш Вильтен был переименован в поселок Знаменское.